# Proletarskij (obwód biełgorodzki)
Proletarskij (ros. Пролетарский) – osiedle typu miejskiego w Rosji, w obwodzie biełgorodzkim, w rejonie rakitiańskim. W 2021 liczyło 9040 mieszkańców.